# 광주숭일고등학교
광주숭일고등학교(光州崇一高等學校)는 대한민국 광주광역시 북구 일곡동에 위치한 사립 고등학교이다.

## 학교 연혁
- 1907년 3월 5일 : 광주에 최초로 숭일학교 설립(설립자 미국 남장로교 선교회 배유지 목사)
- 1908년 2월 1일 : 대한제국 정부로부터 4년제 소학교 설립 인가(개교), 초대 교장 변요한(John Fairman Preston) 목사 취임
- 1910년 12월 : 광주 최초 서양식 건물로 교사 준공(양림동 66번지)
- 1911년 6월 15일 : 고등과를 4년제 중학교로 개편, 고등소학교 제1회 졸업
- 1913년 5월 31일 : 고등과(중학교) 제1회 졸업(7명)
- 1914년 9월 1일 : 중학교 특별과(고등과 졸업후 진학) 설치
- 1916년 3월 25일 : 4년제 중학교(고등과) 제4회 졸업, 특별과 제1회 졸업
- 1927년 4월 : 양림동 3층 구교사헐고 2층 신교사 제1교사 신축
- 1931년 7월 31일 : 독립운동에 교사와 학생들이 다수 참가하여 중학교 이상은 폐쇄되고 소학교만 설치됨
- 1937년 8월 10일 : 신사참배 거부로 소학교마저 폐교
- 1945년 11월 21일 : 조국 광복으로 복교(6년제 중학교), 제1대 교장 김용수 선생 취임
- 1947년 5월 31일 : 문보 제147호에 의하여 미군정청 문교부로부터 6년제 중학교 인가
- 1951년 7월 5일 : 문보 제502호에 의하여 학제 변경에 따라 3년제 중학교, 3년제 고등학교로 개편
- 1951년 7월 16일 : 중학교 제20회 졸업(복교 1회)
- 1952년 3월 22일 : 중학교 제24회, 고등학교 제1회 졸업
- 1955년 12월 31일 : 문보 제566호에 의하여 대한예수교장로회 전남노회 유지 재단으로 설립자 명의 변경
- 1964년 3월 30일 : 전남노회 유지재단에서 학교법인 숭일학원으로 조직 변경(문보 104. 3호)
- 1971년 7월 27일 : 위치변경 인가(교행1040) 1971. 09. 15. 학교 옮김(운암동 110-11번지)
- 1993년 5월 3일 : 현 교사로 옮김(광주광역시 북구 일곡동 산71-1)
- 1997년 3월 1일 : 남녀공학으로 변경(남학생 6학급, 여학생 4학급)
- 2013년 3월 26일 : 제18대 이사장에 한기승 목사 취임
- 2024년 1월 26일 : 제73회 졸업식 244명(남학생 135명, 여학생 109명) 졸업(누계 26,971명)
- 2024년 3월 4일 : 신입생 입학식 292명(제75기 남학생 131명, 여학생 161명) 입학
- 2024년 3월 4일 : 제30대 박희복 교장 취임

## 참고 자료
- 광주숭일고등학교 - 한국교육학술정보원 학교알리미